# Pogotowie wodno-kanalizacyjne

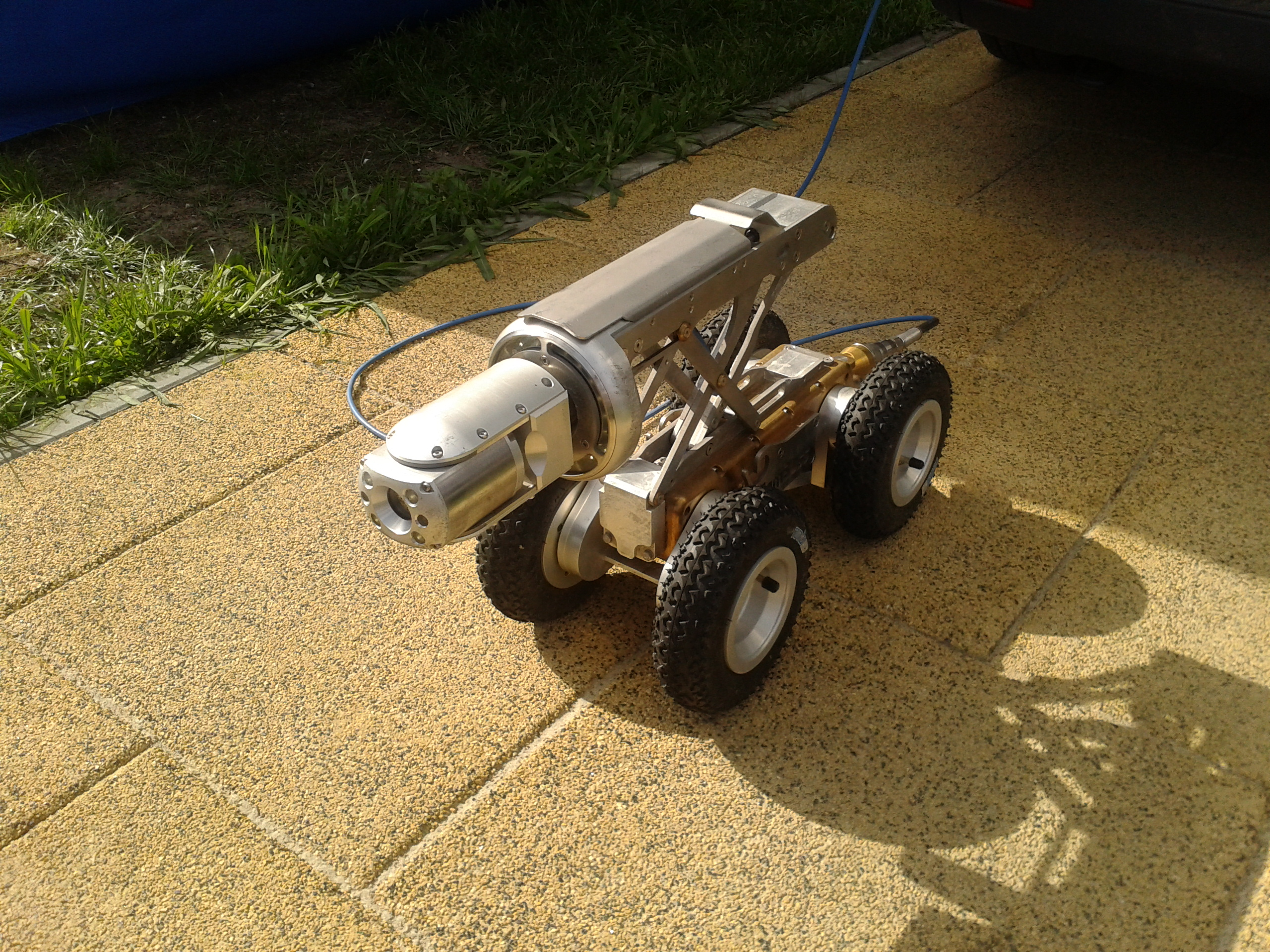
Robot zwiadowczy pogotowia wodno-kanalizacyjnego w Toruniu

Pogotowie wodno-kanalizacyjne – jednostka zajmująca się usuwaniem awarii i naprawianiem sieci oraz interwencjami podczas problemów z wodą w budynkach mieszkalnych.